# Каплан, Ахметджан
Ахметджа́н Капла́н (тур. Ahmetcan Kaplan; род. 16 января 2003, Трабзон) — турецкий футболист, защитник нидерландского клуба «Аякс».

## Клубная карьера
Каплан — воспитанник клуба «Трабзонспор». 27 сентября 2021 года в матче против «Аланьяспора» он дебютировал в турецкой Суперлиге. В 2022 году Каплан помог клубу выиграть чемпионат.
19 августа 2022 года перешёл в амстердамский «Аякс», подписав с клубом пятилетний контракт.

## Достижения
Клубные
 «Трабзонспор»
- Победитель турецкой Суперлиги — 2021/2022